# Sören Claeson
Sören Claeson (n. 9 februarie 1959, Lidköping, Skaraborg⁠(d), Suedia) este un luptător ce a reprezentat Suedia, medaliat olimpic. A participat la 3 ediții ale Jocurilor Olimpice (1980, 1984, 1988) în care a câștigat o medalie de bronz.